# Kaala-Gomen
Kaala-Gomen és un municipi francès, situat a la col·lectivitat d'ultramar de Nova Caledònia. El 2009 tenia 1.931 habitants. Al territori s'hi troba la vila minaire de Tiébaghi, on hi ha la més important mina de crom del món de 1902 a 1964. Actualment està abandonada.

## Evolució demogràfica
| Població de Kaala-Gomen (1956-2009) | Població de Kaala-Gomen (1956-2009) | Població de Kaala-Gomen (1956-2009) | Població de Kaala-Gomen (1956-2009) | Població de Kaala-Gomen (1956-2009) | Població de Kaala-Gomen (1956-2009) | Població de Kaala-Gomen (1956-2009) | Població de Kaala-Gomen (1956-2009) | Població de Kaala-Gomen (1956-2009) | Població de Kaala-Gomen (1956-2009) |
| ----------------------------------- | ----------------------------------- | ----------------------------------- | ----------------------------------- | ----------------------------------- | ----------------------------------- | ----------------------------------- | ----------------------------------- | ----------------------------------- | ----------------------------------- |
| Població                            | 1.161                               | 1.228                               | 1.296                               | 1.425                               | 1.231                               | 1.549                               | 1.787                               | 1.881                               | 1.931                               |
| Any                                 | 1956                                | 1963                                | 1969                                | 1976                                | 1983                                | 1989                                | 1996                                | 2004                                | 2009                                |

## Composició ètnica
- Europeus 19,5%
- Canacs 76,5%
- Polinèsics 1,6%
- Altres, 2,4%

## Administració
| Període   | Identitat       | Partit                                     |
| --------- | --------------- | ------------------------------------------ |
| 1961-1983 | Raymond Clavier | UC                                         |
| 1983-     | Alain Levant    | divers independentista, amb suport de FCCI |